# Damian Błocki
Damian Błocki (ur. 28 kwietnia 1989) – polski lekkoatleta, chodziarz.
Drugi zawodnik mistrzostw Danii na 50 kilometrów (2012).
Wicemistrz Polski na tym dystansie (2013) oraz na dystansie 20 km (2017).
Drugi zawodnik mistrzostw Portugalii na 20 kilometrów (2017).
Jego młodszy brat – Adrian także uprawia chód sportowy.

## Rekordy życiowe
- Chód na 20 kilometrów – 1:21:29 (2017)
- Chód na 50 kilometrów – 3:51:04 (2019) 13. lokata w polskich tabelach historycznych[5]